# 레고랜드 말레이시아 리조트
레고랜드 말레이시아 리조트(영어: Legoland Malaysia Resort)는 말레이시아 조호르주 이스칸다르푸테리에 있는 테마파크이다. 말레이시아에 첫 국제 테마파크로, 2012년 9월 15일 개장하였다.

## 같이 보기
- 레고랜드
- 레고